# Schlacht bei Tricamarum
Iberischer Krieg
Thannuris – Dara – Satala – Callinicum – Martyropolis
Vandalenkrieg
Ad Decimum – Tricamarum
Gotenkrieg
1. Neapel – 1. Rom – Verona – Faventia – Mucellium – 2. Neapel – 2. Rom – 3. Rom – Sena Gallica – Busta Gallorum – Mons Lactarius – Casilinus
Eroberung von Spania
Maurenkriege
Mammes und Bourgaon – Babosis und Zerboule – Cillium – Marta – Felder von Cato
Lasischer Krieg
1. Petra – 2. Petra – 3. Petra – 1. Archäopolis – Cotais – 2. Archäopolis – Telephis–Ollaria – Onoguris (3. Archäopolis) – Phasis – Tzacher
Die Schlacht bei Tricamarum wurde am 15. Dezember 533 zwischen den Vandalen unter ihrem König Gelimer und seinem Bruder Tzazon sowie dem Oströmischen Reich unter Kaiser Justinian I., dessen Truppen unter dem Oberbefehl von General Flavius Belisarius standen, ausgefochten. Sie folgte wenige Monate nach der Niederlage der Vandalen in der Schlacht bei Ad Decimum und führte zur Vernichtung des Vandalenreichs in Nordafrika. Danach wurde Nordafrika, ehemals weströmische Provinz, als Exarchat von Karthago Bestandteil des Oströmischen Reiches.

## Ausgangssituation

Vandalenreich im Jahr 526

Die Ereignisse der Kriege von Kaiser Justinian I. werden vom spätantiken Historiker Prokopios von Caesarea in seiner achtbändigen Kriegsgeschichte (Bella) dargestellt. In den Büchern III und IV behandelt er den Krieg in Nordafrika gegen die Vandalen.
Tricamarum lag im spätantiken Nordafrika. Der Ort kann nicht exakt lokalisiert werden, es wird jedoch angenommen, dass Tricamarum auf der antiken Hauptroute von Karthago nach Numidien, in der Nähe des heutigen La Mornaghia, südwestlich von Tunis lag. Nach dem Fall Karthagos als Folge der Niederlage in der Schlacht bei Ad Decimum am 15. September 533 und der Vertreibung der Vandalen aus der Stadt setzte sich König Gelimer ins numidische Bulla Regia ab, das ungefähr 160 Kilometer westlich von Karthago lag, unweit der heutigen Westgrenze Tunesiens. Er wusste, dass er in seiner damaligen Situation nicht in der Lage war, den Truppen von Belisar gegenüberzutreten, und wandte sich deshalb an seinen Bruder Tzazon, den Statthalter der Vandalen auf Sardinien. Tzazon eilte seinem Bruder zu Hilfe und setzte nach Nordafrika über.
In der Zwischenzeit versuchte Gelimer, die Kräfte des Belisarius zu mindern. Er bot beispielsweise jedem lokalen Berber- oder Punierstamm eine Belohnung an, der ihm einen römischen Soldaten ausliefern würde. Er entsandte Spione, um in Erfahrung zu bringen, unter welchen Voraussetzungen die hunnischen Söldner im römischen Heer Belisar verraten würden; die Hunnen hatten entscheidenden Anteil am Sieg Belisars in der Schlacht von Ad Decimum gehabt.
Tzazon und sein Heer vereinigten sich wohl Anfang Dezember 533 mit den Truppen des Gelimer. Gelimer fühlte sich nun stark genug, um in die Offensive zu gehen. Mit den zwei Brüdern an der Spitze marschierten die Vandalen in Richtung Karthago. Auf ihrem Weg dorthin zerstörten sie das große Aquädukt, welches die Stadt mit Wasser versorgte. Belisar hatte in den letzten zwölf Wochen die Festungsmauern von Karthago kontinuierlich verstärkt. Er wusste wohl auch von Gelimers Spionen und deren Tätigkeit und glaubte, den hunnischen Söldnern nicht länger vertrauen zu können. Anstatt in Karthago abzuwarten, dass die Hunnen ihn während der Belagerung durch die Vandalen verraten würden, formierte er sein Heer um und verließ mit der Kavallerie an der Spitze und den Hunnen am Ende der Marschkolonne die Stadt.

## Die Schlacht und ihre Folgen
Die zwei Heere trafen bei Tricamarum aufeinander. Die römische Kavallerie stürzte sich zu Beginn der Schlacht sofort auf die vandalischen Linien. Nach der ersten Abwehr formierte Belisar seine Truppen um und ließ seine Reiter die Vandalen zwei weitere Male angreifen. Während des dritten Angriffs fiel Tzazon. Gelimer, der den Tod seines Bruders mit angesehen haben soll, verließ, wie schon in der Schlacht bei Ad Decimum, der Mut und er flüchtete vom Schlachtfeld. Daraufhin wichen die Vandalen zurück und wandten sich wenig später ebenfalls zur Flucht. Gelimer floh mit den Resten seines Heeres zurück nach Numidien. Über 3.000 Vandalen sollen in der Schlacht den Tod gefunden haben oder in römische Gefangenschaft geraten sein.
Die Herrschaft der Vandalen in Nordafrika und ihren Provinzen auf Sardinien, Korsika und den Balearen war beendet, und die Byzantinische Herrschaft im Maghreb begann. Belisar marschierte nach dem Verlassen des Schlachtfeldes in das südwestlich des heutigen Tunis gelegene Hippo Regius, das ihm die Stadttore öffnete. Gelimer erkannte, dass sein Königreich verloren war, und unternahm wohl den Versuch, nach Spanien zu entkommen. Römische Truppen versuchten, ihn abzufangen. Seine Habseligkeiten zurücklassend, floh er zu Berbern in die Festung Pappua in den Bergen bei Hippo Regio.
534 erfuhren die Römer, wo sich Gelimer aufhielt. Unter der Führung von Pharas dem Herulier kreisten sie seinen Zufluchtsort ein. Nach längerer Belagerung und dem Versprechen, dass sein Leben verschont werde, begab sich Gelimer in die Hände von Belisar.